# Phyllodonta canniata
Phyllodonta canniata là một loài bướm đêm trong họ Geometridae.